# Bajszos püspök
Bajszos püspök: a pártállam által az egyházmegyei hivatalokba kinevezett civil egyházügyi előadó (1957 után: miniszteri biztos) gúnyneve volt a kommunista diktatúra éveiben.
A „reakciós” egyház és a vallásos világnézet elleni ideológiai harc jegyében az állampárt 1951-ben megalakította az Állami Egyházügyi Hivatalt (ÁEH). Ennek az intézménynek hivatalosan az egyházak és az állam közötti kapcsolatok koordinálása lett volna a feladata. Be nem vallottan, de köztudottan az egyházak, elsősorban a katolikus egyház ellenőrzése, munkálkodásának akadályozása volt a célja.
Ennek érdekében az ÁÉH a püspöki hivatalokba civil pártkatonákat, hivatalos megnevezéssel „egyházügyi megbízottakat" (1957 után: „miniszteri biztosokat”) ültetett. Őket hívta a köznyelv „bajszos püspököknek”, mert szinte teljesen magukhoz ragadták a püspöki jogosítványokat.
A püspöki palotában volt az irodájuk. A helyi és megyei pártbizottsággal, valamint az Államvédelmi Hatósággal szoros kapcsolatot tartva irányították a megyei és városi egyházügyi előadók munkáját. Legfőbb feladatuk azonban a püspök és a papság közvetlen ellenőrzése és korlátozása volt. Az ő tudtuk és beleegyezésük nélkül nem dönthetett a püspök semmi számottevő ügyben: beleszóltak a dispoziciókba (azaz, hogy melyik papot melyik plébániára helyezi a püspök), a papi hivatásra jelentkezők közül kit vegyen fel a papnevelő intézetbe, kit utasítson el. Ők intézték még a posta-bontást is. Minden bejövő és kimenő levelet ellenőriztek. Cenzúrázták a püspöki körleveleket. Gyűjtötték a papokról és aktívabb hívekről az információkat és továbbították az ÁEH központjába. Jelentették, ki a reakciós, ki a megbízható. Ha szükségesnek tartották, kezdeményezték a reakciósnak tartott egyházi személyek letartóztatását. Beleszóltak abba, hogy a megyei tanács kinek adjon hitoktatási engedély, kinek nem. Igyekeztek kiélezni a viszonyt a papok és a püspökök között, egyes papokat egymás ellen ugrasztani, bizalmatlanságot szítani. Havi rendszerességgel küldték jelentéseiket a központnak tevékenységükről és a területükön történt fontosabb egyházi eseményekről. Munkájukat az ÁEH vezetői rendszeresen ellenőriztették kiküldött munkatársak által.
Ezt az rendszert közel másfél évtizeden át tartotta fenn a pártállam. 1964. március 19-én, részben a Szentszékkel folytatott tárgyalások eredményeképpen, szüntette meg Prantner József ÁÉH elnök a püspökségekbe telepített miniszteri biztosok működését. Ekkortól a megyei tanácsoknál működő egyházügyi főelőadók (később: egyházügyi tanácsos, egyházügyi titkár) illetékességébe került – egyházmegyei szinten – az állam és az egyház kapcsolatát érintő kérdések felügyelete és a kontroll gyakorlása.